# Otto Fritz Hayner
Otto Fritz Hayner (* 2. Juli 1933 in Berlin; † 24. Januar 2018 ebenda) war ein deutscher Dramaturg und Schauspiellehrer. Ab 1976 wirkte er an der Berliner Volksbühne.

## Leben und Wirken
Otto Fritz Hayners gleichnamiger Vater war Jurist. Hayner wurde 1933 in Berlin geboren und besuchte von 1939 bis 1953 Schulen in Berlin und im thüringischen Sonneberg. Er studierte von 1953 bis 1957 an der Universität Leipzig Germanistik und trat im Abgangsjahr eine Stelle als Dramaturgie- und Regieassistent an den Städtischen Bühnen Magdeburg an. 1961, inzwischen Dramaturg, verließ er Magdeburg, um am Volkstheater Halberstadt die Position des Chefdramaturgen zu bekleiden. 1963 wechselte er für eine Spielzeit an die Vereinigten Theater Stralsund/Greifswald/Putbus, das heutige Theater Vorpommern.
Von 1965 bis 1968 war er Lehrkraft am Theater der Freundschaft Berlin, von 1968 bis 1974 Dozent an der Staatlichen Schauspielschule Berlin und von 1974 bis 1976 Leiter des Schauspiels am Elbe-Elster-Theater Wittenberg. 1976 fand er seine Bestimmung an der Volksbühne Berlin, wo er viele Jahre als Dramaturg wirkte. Hier war er zum Beispiel 1988 an der DDR-Erstaufführung von Michail Bulgakows Hundeherz unter der Regie von Horst Hawemann beteiligt.
1993 erschien das von ihm und Michael Peschke, mit dem er bereits ein Gilgamesch-Stück für die Bühne geschrieben hatte, herausgegebene Buch Den Himmel überlassen wir den Engeln. Einen direkten Theaterbezug hat das neun Interviews mit ehemaligen DDR-Bürgern aus verschiedenen Lebensbereichen vereinigende Buch nicht, das Neue Deutschland meinte aber, dass es sich als „Material für die Bühne, für Darsteller – und […] für Leser, die ein Stück ihres Lebens in den Biographien wiederfinden werden“, eigne.
Otto Fritz Hayner arbeitete unter anderem mit den Regisseuren Adolf Dresen, Benno Besson, Fritz Marquardt und Horst Hawemann sowie der Regisseurin Gertrud-Elisabeth Zillmer zusammen.
Er war ab 1959 mit der Tänzerin und Schauspielerin Annerose Diete verheiratet. 1979 lernte er Maureen Kaufmann kennen, die er 1994 heiratete. Er hatte zwei Töchter, von denen eine die Schauspielerin Franziska Hayner (* 1961) ist. Er starb am 24. Januar 2018 in Berlin.

## Bühnenwerke
- (mit Michael Peschke:) Gilgamesch/Gott/Mensch/Trümmerbericht. (Unter Benutzung der Gilgamesch-Übersetzung von Arthur Ungnad.) Regie: Horst Hawemann. UA: 11. Mai 1990, „Hinterbühne“ der Volksbühne Berlin.

## Zeitschriftenartikel
- (mit Manfred Dietrich:) Zum Beispiel Hermann Beyer. Ein Schauspieler-Porträt. In: Theater der Zeit, Heft 3/1977, S. 13–16.
- Briefwechsel zwischen Otto Fritz Hayner und Siegfried Höchst/Gert Hof. In: Theater der Zeit, Heft 2/1986, Neu inszeniert, S. 14 f. (zur Aufführung von Wsewolod Wischnewskis Optimistischer Tragödie an der Volksbühne).
- (mit Jürgen Verdofsky:) Gespräch über Lothar Trolle. In: Theater der Zeit, Heft 11/1987, Schauspiel, S. 40 f.

## Herausgaben
- (mit Gerhard Neumann:) 150 Jahre Theater Halberstadt. Redaktion: Margit Lenk. Volkstheater Halberstadt, Halberstadt 1962.
- (mit Michael Peschke:) Den Himmel überlassen wir den Engeln. Neun autobiographische Gespräche. Volksbühne am Rosa-Luxemburg-Platz, Berlin 1993.